# Route départementale 915 (Val-d'Oise)
Pour les articles homonymes, voir Route départementale 915.
La route départementale 915 est une route départementale qui traverse le département du Val-d'Oise. Elle continue sous le même nom dans l'Oise et la Seine-Maritime. Elle ne correspond pas totalement à l'ancienne RN 15 qui allait de Pontoise à Dieppe puisque le tracé dans l'Eure a été déclassé en RD 15bis. Deux sections seinomarines sont d'autre part restée dans le giron de l'État : la sortie ouest de Gournay-en-Bray (renumérotée RN 31) et l'entrée dans Dieppe depuis Les Vertus (renumérotée RN 27).

## Histoire
D'abord route impériale 16, puis route nationale 15, cette route fut déclassée en route départementale le 1er février 1973.

## Communes desservies
- Pontoise
- Osny
- Génicourt
- Cormeilles-en-Vexin
- Marines
- Chars